# Réseau urbain multipolaire
Pour les articles homonymes, voir Réseau (homonymie).
On dit qu'un État a un réseau urbain multipolaire lorsqu'il possède plusieurs métropoles qui commandent son territoire.
Celles-ci peuvent soit chacune commander une région du pays, soit remplir une partie seulement des fonctions de commandement (par exemple la capitale politique est distincte de la capitale économique et culturelle dans de nombreux États, comme l'Italie), ces deux aspects pouvant être simultanés.
L'histoire explique souvent cette organisation. L'Allemagne et l'Italie sont des États de création récente (leur unification date du milieu du XIXe siècle), et l'organisation politique en État fédéral favorise un réseau urbain multipolaire (Inde, Allemagne). La colonisation d'un territoire immense à partir des côtes explique également cette structure : c'est bien sûr le cas des États-Unis d'Amérique, mais aussi du Brésil et de l'Australie.
On voit apparaître dans le champ de l'aménagement du territoire une notion voisine, celle de polycentrisme, qui défend l'idée de la constitution de plusieurs centres dans un territoire dépendant au départ d'un centre unique ou prépondérant.